# Hotel Giant
Hotel Giant (chinês tradicional: 模擬飯店, chinês simplificado: 模拟饭店, pinyin: Mó Nǐ Fàn Diàn), conhecido na América do Norte como Maximum Capacity: Hotel Giant, é um jogo de computador lançado em 2002 para Windows pela JoWood Productions em parceria com a Enlight Software.
O jogo tem como objetivo administrar e controlar um hotel. Há atualmente três versões do jogo: O Hotel Giant, lançado em 14 de maio de 2002; Hotel Giant 2, lançado no Reino Unido em 21 de novembro de 2008 e Hotel Giant DS.